# Casalnuovo Monterotaro
Casalnuovo Monterotaro község (comune) Olaszország Puglia régiójában, Foggia megyében.

## Fekvése
Foggiától északnyugatra, a Dauniai-szubappenninek vidékén fekszik.

## Története
A település 9-10. században alakult ki. Első írásos említése 1250-ből származik, amikor Mons Rotarus néven volt ismert. Ekkor épült fel vára is. Az ezt követő századokban feudális birtok volt. A 18. századtól kezdve a bisignanói hercegek birtoka volt a 19. század elejéig, amikor a Nápolyi Királyságban felszámolták a feudalizmust és önálló településsé vált.

## Népessége
A népesség számának alakulása:

## Főbb látnivalói
- Santa Maria della Rocca-templom
- Castello di Dragonara - a 15. században épült egy korábbi, 11. századi vár helyén.